# ۱۴ ذی‌الحجه
۱۴ ذیحجه، چهاردهمین روز از ماه ذیحجه در تقویم هجری قمری است.
در تقویم هجری قمری قراردادی این روز سیصد و سی و نهمین روز سال است.

## مناسبت‌ها
۱۴ ذیحجه در تقویم هجری قمری قراردادی سیصد و سی و نهمین روز سال است.
۷ق. بخشیدن فدک به حضرت زهرا که سلام خداوند بر او بادتوسط پیامبر که صلوات خدا بر او باد پس از نزول آیه فیء
۱۰ ق. خروج پیامبر اسلام از مکه به سمت مدینه در حجة الوداع؛ آخرین حج پیامبر 
۱۳۲۴ق. به سلطنت رسیدن محمدعلی شاه ششمین پادشاه سلسله قاجاریه (۸ بهمن ۱۲۸۵ش)
۱۳۳۴ق. ولادت مرتضی حائری (۲۰ مهر ۱۲۹۵ش)
۱۳۵۲ق. درگذشت محمد باقر بیرجندی (۱۰ فروردین ۱۳۱۳ش)
۱۳۶۰ق. درگذشت فیاض زنجانی (۱۲ دی ۱۳۲۰ش)
۱۴۱۷ق. درگذشت میرزا علی غروی علیاری (۲ اردیبهشت ۱۳۷۶ش)

## وقایع
- تاجگذاری «محمدعلی شاه قاجار» ششمین پادشاه سلسلهٔ قاجاریه (۱۳۲۴ ق)

## زادگان
- ۱۳۲۱ - آنتون سعاده رهبر سیاسی، فیلسوف و روزنامه‌نگار لبنانی-سوری
- آیت‌اللَّه «شیخ مرتضی حائری یزدی» عالم و فقیه (۱۳۳۴ ق)

## درگذشتگان
- ۳۵۶ - ابوالفرج اصفهانی محدث و مورخ و ادیب و شاعر و موسیقی‌شناس ایرانی.
- ۱۳۶۰ - «آیت اللَّه شیخ فیاض زنجانی» عالم مسلمان
- ۱۴۱۵ - دکتر «احمد الملط» مبارز مسلمان مصری
- ۱۳۵۲ - آیت الله شیخ محمدباقر بیرجندی، از علمای بنام قرن چهاردهم